# Lianyuan
Lianyuan (涟源市S, LiányuánP) è una città-contea della Cina, situata nella provincia di Hunan e amministrata dalla prefettura di Loudi.